# Pediohierax ramenta
Pediohierax ramenta — викопний вид хижих птахів родини соколовох (Falconidae), що існував в Північній Америці у міоцені. Рештки птаха знайдено у штаті Небраска (США). Описаний з дистального кінця правого тарсометатарсуса.